# Christian Hansen (Sänger)

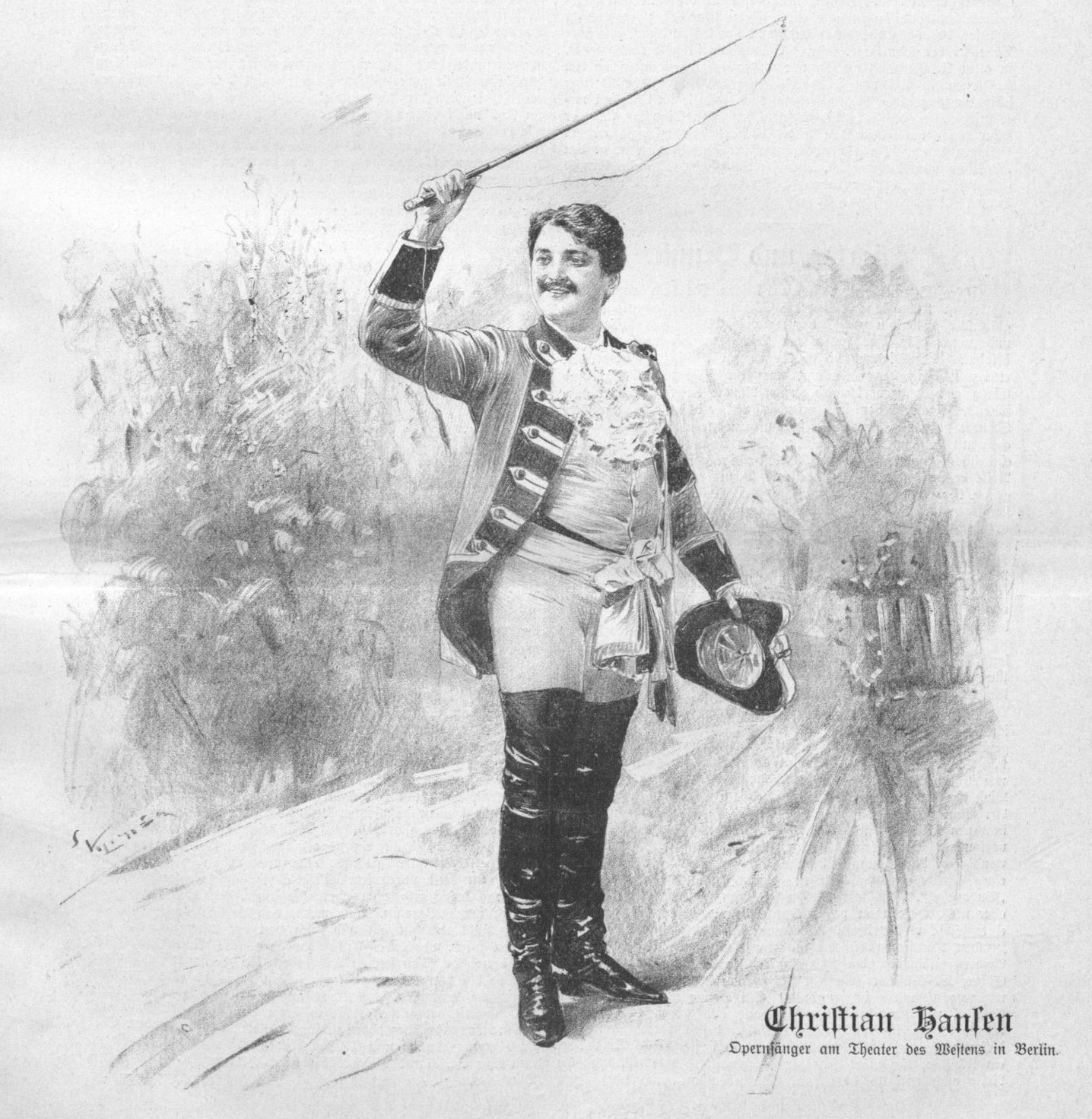
Christian Hansen im Jahre 1904

Christian Hansen (1874 in Neuss – nach 1921) war ein deutscher Opernsänger (Tenor).

## Leben
Hansen erhielt seine Ausbildung in Düsseldorf, begann 1898 am Stadttheater Freiburg seine Bühnenlaufbahn als Sänger, kam nach einjähriger Tätigkeit an das Stadttheater Aachen und 1900 an das Stadttheater Düsseldorf, wo er als Tamino debütierte und sich als lyrischer Tenor vortrefflich bewährte. In Düsseldorf blieb er bis 1904, um nach einem erfolgreichen Gastspiel wurde er bis 1906 an das Theater des Westens in Berlin engagiert. Es folgten Engagements am Stadttheater Nürnberg (1906–1909) und in Boston (1909–1910). In den USA trat er auch in einigen weiteren Städten auf.
Zurück nach Europa folgten Engagements in Hamburg (1911–1913), erneut Nürnberg (1913–1915), danach Bremen (1915–1919) und zuletzt Basel (1919–1921). Sein weiterer Lebensweg ist unbekannt.
Seine geradezu glänzenden Stimmmittel waren es vor allen, denen man Anerkennung zollte. Von den Leistungen dieses talentierten Sängers waren besonders hervorzuheben „Romeo“, „Lyonel“, „Manrico“, „Assad“, „Turidda“, „Almaviva“, „Postillon“ etc.